# Бубнов, Александр Анатольевич
Александр Анатольевич Бубнов (род. 31 октября 1959) — украинский сценарист, режиссёр, художник мультипликации. Окончил Киевский инженерно-строительный институт по специальности архитектура (1986), ВКСР (1992, анимационную мастерскую Ф. Хитрука и Э. Назарова). Работает в мультипликации (с 1988); в частности известен как художник, режиссёр и автор сценария фильма «Последняя жена Синей Бороды» (1996) и дилогии про Шерлока Холмса: «Шерлок Холмс и доктор Ватсон. Убийство лорда Уотербрука» (2005) и «Шерлок Холмс и чёрные человечки» (2012).

## Биография
1986 — Окончил Киевский инженерно-строительный институт по специальности архитектура.
1988 — Окончил курсы художников-мультипликаторов при студии «Киевнаучфильм».
1988—1990 — Работал на студии «Киевнаучфильм», в частности был аниматором во второй части фильма «Остров сокровищ».
1990—1992 — Учился на Высших курсах сценаристов и режиссеров в мастерской Эдуарда Назарова и Федора Хитрука.
1994 — Работал на студии «Пилот».
1992—1994 и 1995—1999 — Работал на анимационной студии «Борисфен-Лютес». Во время работы на этой студии были созданы фильмы «Клиника» и «Последняя жена Синей Бороды».
1999—2001 — Участвовал в создании графики для сериала «Talis and the thousand Tasks" (Талис и тысячи подвигов) производства Франции.
2001—2002 — Создавал графических персонажей для сериала «Pigeon boy» (Мальчик-голубь) также производства Франции.
2005 —  фильм «Шерлок Холмс и доктор Ватсон. Убийство лорда Уотербрука».
2012 — фильм «Шерлок Холмс и черные человечки» был выпущен на студии «Бубен» (Украина).
2015 — фильм «Сказочка про яйцо» (2015)
2018 — фильм «Пуповина» (2018)

## Фильмография
- 2020-2022 - клипы для киевской группы "Гибкий Чаплинъ" (Хозяюшка, Паром, Такс)
- 2018 — Пуповина — сценарий, режиссура, анимация
- 2015 — Сказочка про яйцо — сценарий, режиссура, создание графики, анимация
- 2012 — Шерлок Холмс и чёрные человечки — сценарий, режиссура, создание графики, анимация
- 2005 — Шерлок Холмс и доктор Ватсон: Убийство лорда Уотербрука — сценарий, режиссура, создание графики, анимация
- 2001—2002 — Pigeon Boy (сериал) (26x26') — графическое создание персонажей и декораций
- 1999—2001 — Talis (сериал) (52x13') — графическое создание персонажей и декораций
- 1998 — Pigeon Boy, пилот к серии 45 — создание графики, анимация
- 1996 — Последняя жена Синей Бороды — сценарий, режиссура, создание графики, анимация
- 1994—1995 — Работа над рекламными роликами, студия «Пилот» — Сценарист, режиссёр, аниматор
- 1993 — Клиника — сценарий, режиссура, создание графики, анимация
- 1990 — Колобок — сценарист
- 1990 — Побег — сценарист, художник-постановщик
- 1990 — Гость — художник-мультипликатор
- 1989 — Остров сокровищ — художник-мультипликатор
- 1989 — Сладкая жизнь — художник-мультипликатор
- 1989 — Самая красивая — художник-мультипликатор
- 1989 — Смерть чиновника — художник-мультипликатор

## Награды
- 2019-2022	– Best	animation at ZIFF and Hromadky Projector festival, Semi-finalist	Buenos Aires IFF, Lisbon	Film Rendezvous,	Semi-Finalist International Short Film Festival Beveren,	Finalist	New York Animation Film Awards (NYAFA),	Award	Winner Madrid Film Awards, Award Winner The Continental,	Award	Winner Osaka International Film Festival, etc...	(The Cord)
- 2006 — Приз за драматургию и 3-е место в рейтинге Открытого российского фестиваля анимационного кино в Суздале (Шерлок Холмс и доктор Ватсон: Убийство лорда Уотербрука)
- 2006 — Гран-при фестиваля «Мультивидения» (Шерлок Холмс и доктор Ватсон: Убийство лорда Уотербрука)
- 2006 — Номинация на приз Российской Киноакадемии «Золотой Орёл» (Шерлок Холмс и доктор Ватсон: Убийство лорда Уотербрука)
- 2003 --- Гран-при в номинации "Вебанима", фестиваль "Анима", Брюссель (Грок)
- 1997 — Гран-при международного фестиваля в Монреале (Последняя жена Синей Бороды)
- 1998 — Специальный приз за юмор в Загребе (Последняя жена Синей Бороды)
- 1997 — Приз фестиваля короткометражных фильмов в Виллёрбане (Последняя жена Синей Бороды)
- Специальный приз жюри фестиваля в Сиенне, Италия, и др. (Последняя жена Синей Бороды)

(всего около 10 призов)
- 1993 — Приз фестиваля «КРОК» (Клиника)
- Приз фестиваля «Молодость» (Клиника)
- Был отобран для участия в многочисленных международных фестивалях, таких как Хиросима, Брюссель, Лондон и др.) (Клиника)-->